# Az American Airlines 587-es járatának katasztrófája
Az American Airlines 587-es járata a New York-i John Fitzgerald Kennedy nemzetközi repülőtér és a Santo Domingói Las Américas nemzetközi repülőtér között közlekedő menetrend szerinti repülőjárat volt, amely 2001. november 12-én, röviddel a felszállás után New York Queens kerületében lezuhant. Az érintett repülőgép egy Airbus A300B4 volt. A gép fedélzetén tartózkodó 260 ember (251 utas és 9 fős személyzet), valamint további öt a földön meghalt. Ez a második legtöbb áldozatot követelő légi baleset az Egyesült Államok történetében az American Airlines 191-es járatának 1979-es katasztrófája után, és a második leghalálosabb légi baleset, ami egy Airbus A300-as repülőgépet érintett.
A baleset helyszíne és az a tény, hogy mindössze két hónappal és egy nappal a 2001. szeptember 11-ei terrortámadások után történt, kezdetben arra terelte a gyanút, hogy az újabb katasztrófát is merénylet okozta, de később kiderült, hogy a balesetért az első tiszt volt a felelős, mivel erőltetve használta az oldalkormányt a gép előtt közvetlenül felszálló másik repülőgép által keltett örvény hatására. A jelentés szerint ezzel olyannyira túlterhelte a függőleges vezérsíkot, hogy annak rögzítése megsérült, és röviddel a felszállás után egyszerűen levált a gépről, akárcsak a hajtóművek a zuhanás közben.

## A repülőgép
A balesetet szenvedett N14053 lajstromjelű repülőgép egy Airbus A300 B4-605R volt, amelyet 1988 júliusában adtak át az American Airlinesnak. A repülőgép 1987 decemberében repült először. A fedélzeten 251 utasnak – 16-nak az első osztályon és 235-nek a turistaosztályon – jutott hely. A repülőgépet két CF6-80C2A5 hajtómű hajtotta. A fedélzeten kilencfős személyzet tartózkodott, a hajózószemélyzet a 42 éves Edward States kapitányból – aki a felügyeletet és a rádiókommunikációt végezte −, valamint a 34 éves Sten Molin első tisztből állt, aki a repülést irányította.

## Események
A repülőgép a 31L futópályáról szállt föl a Japan Airlines (JAL) felszállásra készülő Boeing 747-400-as gépe mögött. A JAL járata 9:11:08-kor kapott felszállási engedélyt. 9:11:36-kor a toronyirányító figyelmeztette az 587-es járatot az előző gép hajtóművei által keltett örvénylés lehetséges veszélyére. 9:13:28-kor az A300-asnak engedélyezték a felszállást, és 9:14:29-kor, körülbelül 1 perc 40 másodperccel a JAL járata után hagyta el a leszállópályát. A repülőgép 500 láb (150 m) magasságig emelkedett, majd balra fordult 220°-os irányba. 9:15:00-kor a kapitány felvette a kapcsolatot az irányítótoronnyal, és tájékoztatta, hogy a repülőgép 1300 láb (400 m) magasságban van, és 5000 lábra (1500 m) emelkedik. Az irányító utasította a repülőgépet, hogy emelkedjen 13000 lábra (4000 m) és tartsa a magasságot. A repülési adatrögzítő adatai szerint a balesethez vezető események akkor kezdődtek, amikor a repülőgép 9:15:36-kor az előtte haladó JAL járat hullámörvénybe került. Egy újabb turbulenciahullámra válaszul Molin első tiszt 9:15:52-től gyors egymásutánban váltakozva mozgatta a kormányt jobbról balra, amíg az erő hatására 9:15:58-kor a függőleges vezérsíkot rögzítő kompozit szegek meghibásodtak. A stabilizátor levált a repülőgépről és a Jamaica-öbölbe zuhant, körülbelül 1 mérföldre (1,6 km) északra a becsapódás helyszínétől.
A gép a vezérsík elvesztése után meredeken süllyedni kezdett. Ahogyan a pilóták próbálták visszaszerezni az uralmat a gép fölött, az dugóhúzóba került. Az erős aerodinamikai hatás mindkét hajtóművet leszakította a szárnyakról, amik a földre zuhantak, kisebb károkat okozva. Ennek hatására a repülési adatrögzítő leállt, míg a pilótafülke hangrögzítője egészen a becsapódásig működött. Az utolsó másodpercekben hallható, ahogyan az első tiszt azt mondja: "Mi a fenébe keveredtünk, beragadtunk", mire a kapitány válasza a következő: "Gyere ki, gyere kiǃ". A gép végül 9:16:14-kor, New York Queens kerületében, a Newport Avenue és a Beach 131st Street kereszteződésénél ütközött a földnek.

## Vizsgálat

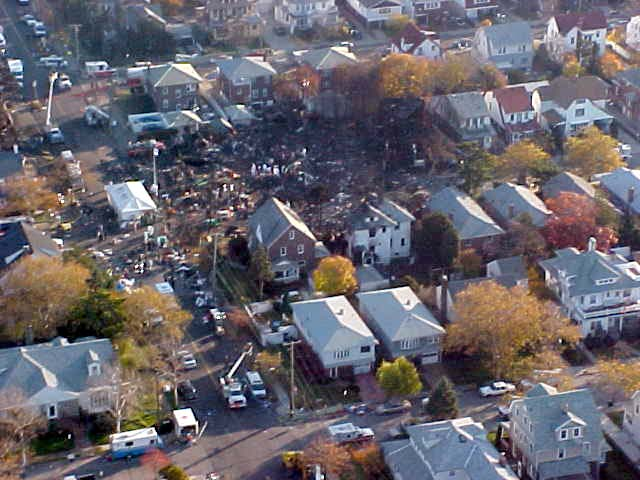
A becsapódás helyszíne

Mivel a baleset mindössze két hónappal és egy nappal a szeptember 11-i támadások után történt – szintén New Yorkban -, több jelentős épületet, köztük az Empire State Buildinget és az ENSZ székházát is kiürítették a katasztrófa hírére. A baleset utáni hetekben olyan információk kezdtek terjedni a helyiek körében, hogy a gépet szándékosan vezették a földnek. Ezt erősítette egy terrorizmussal vádolt kuvaiti állampolgár, Mohamed Dzsabarah vallomása, aki egy vádalku részeként azt állította, hogy Kálid Sejk Mohamed egyik "katonája" bízta meg őt és két másik terroristát (Abderraouf Jdey-t, és Richard Reidet) azzal, hogy cipőkbe rejtett bombákkal hajtsanak végre merényletet amerikai repülőgépek ellen. Ezt az állítást a kanadai kormány is megismételte, bár hozzátette, hogy a forrás, ahonnan a következtetés származik, megbízhatatlan. Eszerint a gép katasztrófájáért a kanadai állampolgárságú Jdey volt a felelős. A járat utaslistáján szerepeltek az Egyesült Államok, a Dominikai Köztársaság, Tajvan, Franciaország, Haiti és Izrael útleveleivel rendelkező személyek, de egyetlen utas sem szállt fel kanadai útlevéllel. Ted Lopatkiewicz, az Amerikai Nemzeti Közlekedésbiztonsági Ügynökség (NTSB) szóvivője szerint a feljegyzés valóságtartalmát megkérdőjelezték, mivel nem találtak bizonyítékot arra, hogy a fedélzeten akár egy terrorista is utazott volna. A bizonyítékok arra utaltak, hogy a repülőgép azután zuhant le, hogy a farokrész egy darabja, "a függőleges vezérsík leszakadt", és semmi sem utalt rendkívüli eseményre a gép utasterében.

### Az NTSB vizsgálata
Az Amerikai Nemzeti Közlekedésbiztonsági Ügynökség (NTSB) még a baleset napján elindította a hivatalos vizsgálatot. A következő három hónap alatt 349 kihallgatást végeztek, valamint összegyűjtötték és rekonstruálták a repülőgép darabjait. Az Airbus A300-as röviddel egy Boeing 747-400-as után szállt fel, amely ugyanazt a felszállópályát használta. Az Airbus ezáltal belegurult a nagyobb repülőgép által keltett légörvénybe, egy turbulens áramlásba. Az első tiszt, Sten Molin, megpróbálta stabilizálni a repülőgépet a kormánylapát váltakozó mozgatásával. A mozgó kormánylapát ellen áramló levegő ereje megterhelte a repülőgép függőleges stabilizátorát, és végül teljesen letörte azt, ami a repülőgép irányíthatóságának elvesztését és lezuhanását okozta. Az NTSB arra a következtetésre jutott, hogy a függőleges stabilizátorra nehezedő óriási igénybevétel az első tiszt "szükségtelen és túlzott" kormánymozdulatai miatt következett be, és nem a 747-es által okozott örvénylés miatt. A jelentés továbbá megállapította, hogy ha az első tiszt abbahagyta volna a további kormánymozdulatokat, a repülőgép stabilizálódott volna. Ehhez hozzájárultak az Airbus A300-600-as érzékeny kormányrendszerének kialakításának jellemzői, valamint az American Airlines képzési programjának hiányosságai.
A függőleges vezérsík leválásának módja aggasztotta a nyomozókat. A vezérsík hat rögzítési ponttal kapcsolódik a törzshöz. Mindegyik ponton két rögzítő fül van, az egyik kompozit anyagból, a másik alumíniumból készült, és mindegyiket egy titán csavar köti össze; a sérüléselemzés kimutatta, hogy a csavarok és az alumínium fülek sértetlenek voltak, de a kompozit fülek nem. Ez, valamint a repülőgép életében korábban történt két esemény, nevezetesen a függőleges stabilizátor egy részének leválása az Airbus toulouse-i gyárából történő leszállítása előtt, valamint egy 1994-es erős turbulenciával való találkozás arra késztette a nyomozókat, hogy megvizsgálják a kompozit anyagok használatát. Az a lehetőség, hogy a kompozit anyagok nem olyan erősek, mint korábban feltételezték, aggodalomra adott okot, mivel a repülőgép más területein is használják őket, beleértve a hajtóművek és a szárnyak rögzítését is. A balesetet szenvedett, és egy másik hasonló repülőgép függőleges vezérsíkjain elvégzett vizsgálatok arra az eredményre jutottak, hogy a kompozit anyag szilárdsága megfelelő, így az NTSB arra a következtetésre jutott, hogy az anyag azért hibásodott meg, mert a tervezett határértéket meghaladó igénybevételnek volt kitéve.
A balesetnek több száz szemtanúja volt, akik közül 349-en számoltak be a látottakról az ügynökségnek. Körülbelül a felük (52%) számolt be tűzről vagy robbanásról, mielőtt a repülőgép a földbe csapódott volna. Mások azt állították, hogy egy szárnyat láttak leválni a gépről, holott valójában az a függőleges vezérsík volt.

#### Eredmények
A hivatalos baleseti jelentés szerint az első tiszt többször is erőszakosan balról jobbra mozgatta a kormányt. Ezzel egyre erősebben újra és újra megfeszítette a lapátot. Az így kialakult veszélyes szög rendkívül nagy aerodinamikai terheléshez vezetett, amely végül leválasztotta a függőleges vezérsíkor a gépről. Ha az első tiszt bármikor abbahagyta volna a kormánylapát rángatását, mielőtt az meghibásodott volna, a repülőgép magától kiegyenlítődött volna, és a baleset elkerülhető lett volna. A repülőgép teljesítményvizsgálata azt mutatta, hogy amikor a függőleges stabilizátor végül levált, az első tiszt cselekedetei által okozott aerodinamikai terhelések 203 000 font-erő (900 kilonewton) erőt fejtettek ki a kormánylapátra, ami azt jelenti, hogy a függőleges vezérsík csak a tervezési burkolat által meghatározott 100 000 font-erő (440 kilonewton) erő túllépése után hibásodott meg. A függőleges stabilizátor szerkezeti állapotát a tervezési előírásoknak megfelelőnek és a tanúsítási követelményeket meghaladónak találták. Az első tiszt hajlamos volt túlreagálni a légörvényeket, mivel az American Airlines helytelenül arra oktatta a pilótákat, hogy a kormányt a hullámtörvények utáni helyreállításhoz használják, ami azt eredményezte, hogy az első tiszt valószínűleg félreértette a repülőgép reakcióját a nagy légörvényre.

## Áldozatok

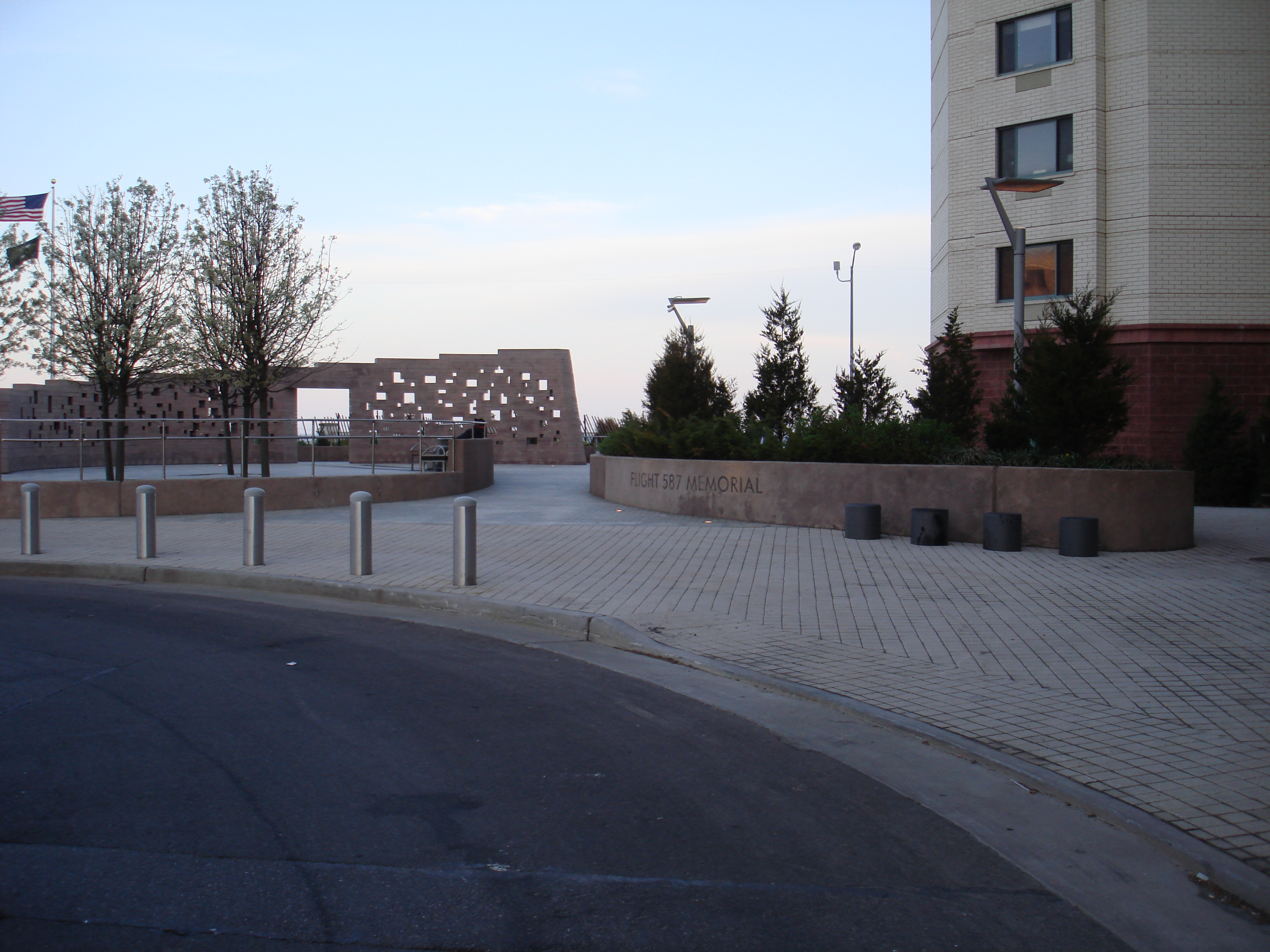
Az emlékmű a Rockaway Parkban

A repülőgép fedélzetén tartózkodó mind a 260 ember meghalt a balesetben. Öt, a földön tartózkodó járókelő szintén életét vesztette. Az egyik utas, Hilda Yolanda Mayol a szeptember 11-ei terrortámadások egyik túlélője volt. Az áldozatok között 176 amerikai, 68 dominikai, három tajvani, két francia, valamint egy-egy haiti és izraeli állampolgár volt.
A baleset 265 áldozatának emlékére a Belle Harborral keletről szomszédos Rockaway Parkban emlékművet állítottak. Az emlékmű a Rockaway Beach és Boardwalk mellett található, a Beach 116th Street déli végénél, amely a kerület egyik főutcája.

## Fordítás
Ez a szócikk részben vagy egészben  az   American Airlines Flight 587 című angol Wikipédia-szócikk ezen változatának fordításán alapul.  Az eredeti cikk szerkesztőit annak laptörténete sorolja fel. Ez a jelzés csupán a megfogalmazás eredetét és a szerzői jogokat jelzi, nem szolgál a cikkben szereplő információk forrásmegjelöléseként.